# Louisa Thiers
Louisa Kirwan Thiers, nata Capron (Whitesboro, 2 ottobre 1814 – Milwaukee, 17 febbraio 1926), è stata una supercentenaria statunitense.
Si tratta della prima persona al mondo ad aver ufficialmente raggiunto l'età di 111 anni; per un anno, ossia fino a quando la statunitense Delina Filkins (1815-1928) superò nel 1926 la sua età finale, Louisa Thiers, morta a 111 anni e 138 giorni, rimase la persona più longeva di sempre fino a quel momento, la cui età fosse stata verificata.

## Biografia
Louisa Capron era figlia del militare Seth Capron e di sua moglie Eunice Mann Capron; la coppia si era sposata nel 1790; era inoltre la sorella minore dell'uomo d'affari e agronomo Horace Capron. Louisa sposò David Bodine Tears (il cui cognome venne poi modificato in Thiers) nel 1847. Dall'unione dei due nacquero cinque figli: Ella (che morì in tenera età), Emma, Herbert, Edward e Louis.
Louisa Thiers attribuì sempre la propria longevità alla gioia di vivere e ad un regime alimentare sano e leggero. Il 20 agosto 1925 superò l'età finale della britannica Margaret Ann Neve, fino a quel momento considerata la persona più longeva di sempre al mondo; compì i 111 anni il 2 ottobre 1925 e morì quattro mesi dopo. Il record di persona verificata più longeva di sempre, comunque, durò poco: sempre nel 1926, infatti, la statunitense Delina Filkins (che in seguito raggiunse i 113 anni) superò l'età finale della Thiers.